# DNS-polimeráz ν
A DNS-polimeráz ν a POLN gén által kódolt fehérje. A családbeli DNS-polimerázként a legkevésbé hatékony polimerázként tartják számon, de a DNS-polimeráz ν aktív a homológiajavításban a keresztkötésekre való sejtválaszokban, e szerepet helikázzal együtt tölti be.

## Szerkezet
A DNS-polimeráz ν az Escherichia coli DNS-polimeráz I-éhez 48%-ban hasonlít.
A humán DNS-polimeráz ν 900 aminosavból áll, ebből a C-terminális 419 hasonlít az A-család polimerázdoménjeire. Velük ellentétben azonban a DNS-polimeráz ν nem rendelkezik helikáz-, exonukleáz- vagy liázaktivitással.

## Szerep

### Szintéziskatalizálás
A humán DNS-polimeráz ν a helyes és a helytelen DNS-szintézist is nagy katalitikus hatékonysággal katalizálja, tehát alacsony hűségű, mivel a hibás pár jelenléte nem okozza a polimeráz alacsony hatékonyságú konformációját. A dezoxiribonukleozid-trifoszfát- (dNTP-) kötés gyors – helyes dNTP esetén {\displaystyle K_{d}} 20, helytelen esetén 476 μM. Pirofoszforilációkor {\displaystyle K_{d}} PPi-re nézve 3,7 mM, a maximális sebességi állandó 11 s–1. Kinetikai elemzések alapján Gowda et al. kiderítették, hogy a gyors foszfodiészterkötés-keletkezés előtt és után lassú konformációváltozások vannak helyes és helytelen bázispárok esetén is. Az első konformációváltozás sebességi állandója 75, illetve 20 s–1, a foszfodiészterkötés-keletkezés egyensúlyi állandója 2,2, illetve 1,7, a második konformációváltozás sebességi állandója 2,1, illetve 0,5 s–1 a helyes, illetve a helytelen bázispárok képződésekor.

### Transzléziós szintézis
A DNS-polimeráz ν a DNS-javításban játszik fontos szerepet. Képes áthaladni a DNS-léziókon, például a 8-oxoguaninon vagy a timinglikolon, lehetővé téve a transzléziós szintézist.
A DNS-polimeráz ν a transzléziós szintézist nagy üregben lévő DNS-peptid és DNS-DNS keresztkötések után is tudja folytatni. A DNS-polimeráz ν át tud haladni a pszoralén–DNS és a DNS-szálak közt a nagy üregben jelen lévő keresztkötéseken.
A DNS-polimeráz ν siRNS-sel való gyengítése érzékennyé teszi a sejteket a keresztkötő ágensekkel, például a nitrogénmustárral vagy a ciszplatinnal szemben.

### Rekombináció
A meiotikus rekombinációban csökkenti az átkereszteződési gyakoriságot a mutáció, a meiotikus rekombinációhoz nem szükséges.

## Expresszió
A DNS-polimeráz ν legnagyobb mennyiségben a herékben és a spermatocitákban expresszálódik.